# بريناري حريري فضي
بريناري حريري فضي (الاسم العلمي:Parinari argenteosericea) هو نوع من النباتات يتبع جنس البريناري من فصيلة البلوطية الذهبية.